# The Reckoning (film, 1908)
Pour les articles homonymes, voir The Reckoning.
Pour plus de détails, voir Fiche technique et Distribution.
The Reckoning est un film muet américain réalisé par D. W. Griffith, sorti en 1908.

## Synopsis
Un homme surprend sa femme avec son amant en rentrant chez lui à l'improviste.

## Fiche technique
- Titre : The Reckoning
- Réalisation : D. W. Griffith
- Scénario : Dwight Cummins, D. W. Griffith, Frank E. Woods et Robert W. Chambers d'après son roman[1]
- Société de production et de distribution : American Mutoscope and Biograph Company[2]
- Photographie : G. W. Bitzer
- Pays de production :  États-Unis
- Langue : film muet avec les intertitres en anglais
- Métrage : 462 pieds (141 mètres[3])
- Format[4] : Noir et blanc — 35 mm[5],[3] — 1,33:1 ou 1,37:1[5] — Muet
- Genre : Film dramatique
- Durée : 8 minutes (à 16 images par seconde)[4]
- Date de sortie : 
  - États-Unis : 11 décembre 1908

## Distribution
Les noms des personnages proviennent de l'Internet Movie Database.
- Harry Solter : le mari
- Edward Dillon
- Florence Lawrence : la femme
- Mack Sennett : l'amant
- George Gebhardt : le serveur[1],[5]
- Robert Harron : un homme dans la foule[1],[5]
- Arthur V. Johnson : le policier[1],[5]

## Autour du film
Les scènes du film ont été tournées les 9 et 10 novembre 1908 dans le studio de la Biograph à New York et à Hoboken, dans le New Jersey.